# Všetaty (Mělníki járás)
Všetaty település Csehországban, a Mělníki járásban. Všetaty Ovčáry, Dřísy, Malý Újezd, Tišice, Tuhaň, Nedomice, Kly és Čečelice településekkel határos. Lakosainak száma 2478 fő (2024. január 1.).

## Népesség
A település lakosságának változását az alábbi diagram mutatja:
| Lakosok száma | 1413 | 1631 | 2232 | 2646 | 2210 | 1941 | 2270 | 2272 | 2327 | 2478 |
|               | 1869 | 1890 | 1921 | 1950 | 1980 | 2001 | 2017 | 2019 | 2022 | 2024 |